# Dendropaemon pauliani
Dendropaemon pauliani är en skalbaggsart som beskrevs av Martinez och Guido Pereira 1960. Dendropaemon pauliani ingår i släktet Dendropaemon och familjen bladhorningar. Inga underarter finns listade i Catalogue of Life.